# María Antonia García de la Vega
María Antonia García De La Vega López (Madrid, 7 de mayo de 1956) es una fotógrafa española, especializada en el paisaje y retrato. Socia y secretaria general de la Real Sociedad Fotográfica de Madrid hasta 2014, posteriormente formó parte de la Junta Directiva como vocal bibliotecaria desde 2015 hasta 2020. Presidenta de la sección de fotografía del Ateneo de Madrid desde el año 2022.

## Trayectoria

### Formación
Licenciada en Geografía e Historia (Antropología) en el año 1980 en la Universidad Complutense de Madrid. Licenciada en la Facultad de Derecho, en la misma universidad de Madrid en el año 1986. Doctora en Derecho Sobresaliente CUM LAUDE, por la Universidad complutense de Madrid en el año 2000con la teiss doctoral "La ejecución de sentencias de dar, hacer y no hacer en el proceso civil ". Comenzó su carrera como fotógrafa de forma autodidacta el año 2003, completó su formación en cursos y talleres tanto de fotografía analógica como digital.

### Producción artística
Amante de la naturaleza, el paisaje es fundamental en su obra, así como la huella que el hombre deja en él. Ha realizado numerosos trabajos en diferentes bosques, cuyos resultados fueron recopilados en una trilogía de paisaje denominada “Memorandum natura” que dio origen a la publicación de un primer libro en el año 2015 dedicado a los bosques.

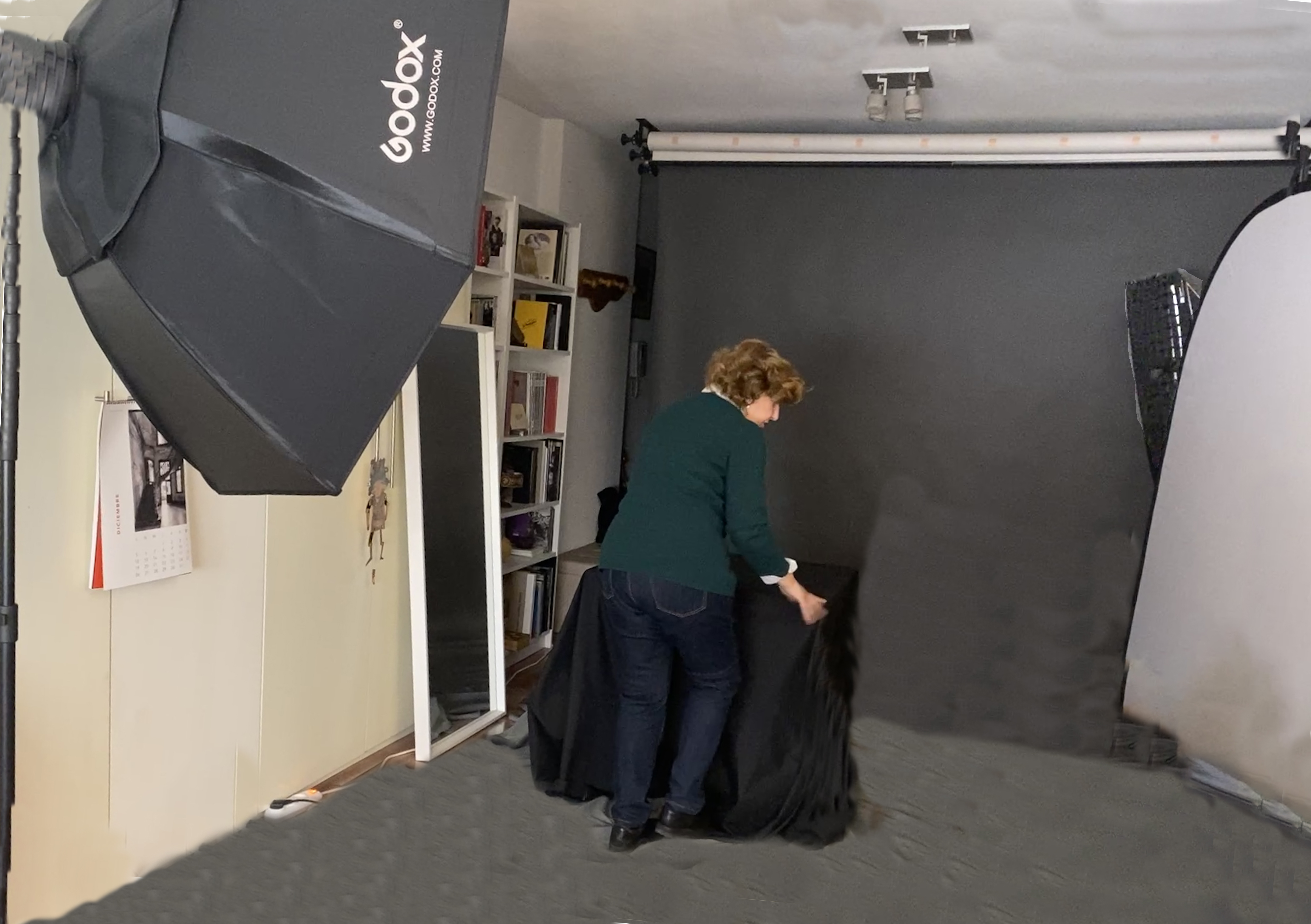
En su estudio fotográfico preparando nueva sesión.

En su estudio, desde el año 2016 ha desarrollado una extensa serie de retratos a personas de la cultura. Estos retratos han sido inspirados principalmente en el período del Renacimiento y en la Ilustración. En estos retratos, hay una búsqueda de los límites entre el retrato y la ficción, entre la realidad y la representación. Esta serie la ha concluido con la publicación de un libro denominado “Ucrónicos”, que ha sido presentado en el año 2020 en diferentes espacios.Continúa este proyecto creando una nueva serie de retratos a mujeres del mundo del arte y los medios.

### Exposiciones individuales
Ha realizado varias exposiciones con el mismo título Memorandum natura II en diferentes sedes. En el año 2017 en la Sala Amarica de Vitoria con el título “Memorandum natura II”.En 2017 en el Palacio de Caja Cantabria de Santillana del Mar “Memorandum natura II”.Centro Cultural Anabel Segura. Alcobendas.Madrid. “Memorandum natura II”.2018 Museo de León, “Memorandum natura II”.

### Exposiciones colectivas (selección)
- 2021 Est_Art. Alcobendas, Madrid; “White Balance”.
- 2019 Est_Art. Alcobendas. Madrid; “A Forest”.[18]
- 2018 Museo Bair Al-Zubair. Mascate (sultanato de Omán). “La Mancha,Tres miradas” Spanish Cultural Days, organizados por la Embajada de España.[19]
- 2017 Colegio de Aparejadores de Madrid “Arquitecturas. Una visión múltiple”.
- En la Real Sociedad Fotográfica de Madrid realiza varias exposiciones colectivas en los años 2017, 2016 y 2014 y 2011, 2009.[20]
- 2012 Centro Cultural Casa del Reloj. “Donde la ciudad pierde su nombre”, en la Sala La Lonja de Madrid.
- Palacio del Infantado “La Mancha -Tres miradas” en Guadalajara
- “Intercambio de Miradas”. Exposición colectiva Zaragoza
- 2011 Centro Cultural Príncipe de Asturias
- 14.ª Exposición Internacional de Arte Fotográfico de China Lishui (China).
- Galería Place M “Intercambio de Miradas”. Tokio, Japón
- "Caminos de Hierro". 25 concurso fotográfica

## Premios y reconocimientos
2025: Premio Blanco, Negro y Magenta

## Publicaciones
- Memorandum natura diseño y maquetación de Mauricio d’Ors, publicado en el año 2015.[21] Se presentó en el Ateneo de Madrid y en otras ciudades.[22][5][6][7]
- Ucrónicos, diseño y maquetación de Mauricio d’Ors, publicado en el año 2020.[9][10][11]